# The Uncensored Library
The Uncensored Library je server ve videohře Minecraft zveřejněný organizací Reportéři bez hranic. Na serveru se nachází tisíce knih, řada z nich zakázaných v různých zemích světa, převedených do digitální podoby ve formě knih ve videohře. Na serveru se nachází velká neoklasicistní budova s mnoha křídly, přičemž v každém křídle se nachází knihy v různých světových jazycích. Budova je postavena z více než dvanácti milionů tzv. bloků.
Cílem projektu je zpřístupnit touto formou knihy, které byly v různých zemích světa z různých důvodů zakázány. Spuštěn byl v březnu 2020, přičemž brzy po spuštění serveru byl server předmětem zájmu řady médií z celého světa včetně Česka. V roce 2022 získal server cenu Peabody Awards.